# باول غراهام
باول غراهام (بالإنجليزية: Paul Graham)‏ هو مدرب كرة سلة أمريكي، ولد في 11 مارس 1951 في كانساس سيتي في الولايات المتحدة.